# Бадулла (округ)
Бадулла (синг. බදුල්ල පරිපාලන දිස්ත්‍රික්කය; там. பதுளை மாவட்டம) — один из 25 округов Шри-Ланки. Входит в состав провинции Ува. Административный центр — город Бадулла. Другие города — Бандаравела, Элла, Хапутале. Площадь округа составляет 2861 км².
Население округа по данным переписи 2012 года составляет 815 405 человек. 73,02 % населения составляют сингальцы; 18,46 % — индийские тамилы; 5,48 % — ларакалла; 2,68 % — ланкийские тамилы; 0,17 % — малайцы; 0,12 % — бюргеры и 0,07 % — другие этнические группы. 72,58 % населения исповедуют буддизм; 19,33 % — индуизм; 5,79 % — ислам и 1,19 % — христианство.
Динамика численности населения:
| 1963    | 1971    | 1981    | 2001    | 2012    |
| ------- | ------- | ------- | ------- | ------- |
| 521 845 | 615 405 | 640 952 | 779 983 | 815 405 |